# Willy Vekemans
Willy Vekemans (Putte, Anvers, 28 d'abril de 1945) és un ciclista belga, ja retirat, que fou professional entre el 1967 i el 1972. Durant la seva carrera professional aconseguí una quinzena de victòries, entre les que destaca la Het Volk de 1967 i la Gant-Wevelgem de 1969. El 1970 guanyà una etapa a la Tirrena-Adriàtica.

## Palmarès
- 1967
  - 1r a la Het Volk
- 1968
  - Vencedor d'una etapa de la Volta a Bèlgica
  - 1r al Gran Premi del cantó d'Argòvia
- 1969
  - 1r a la Gant-Wevelgem
  - 1r a la Hoeilaart-Diest-Hoeilaart
  - 1r a la Volta a Limburg
  - 1r a la Wezembeek-Oppem
  - Vencedor d'una etapa de la Volta a Bèlgica
- 1970
  - 1r a l'Omloop van de Westkust-De Panne
  - Vencedor d'una etapa a la Tirrena-Adriàtica

### Resultats a la Volta a Espanya
- 1968. Abandona

### Resultats al Giro d'Itàlia
- 1970. Abandona